# Blaise Joseph Ollivier
Blaise Joseph Ollivier (Tolone, 15 settembre 1701 – Brest, 20 ottobre 1746) è stato un ingegnere francese.

## Biografia
Nacque a Tolone il 15 settembre 1701, figlio di Joseph Ollivier e di Thérèse Méolan, all'interno di una famiglia che fornì cinque illustri generazioni di costruttori navali 
Ancora molto giovane, entrò al servizio della marine royale (1716), lavorando successivamente a Tolone, Rochefort e Brest. Carpentiere nel 1718, divenne sub-costruttore nel 1721 quando costruì e poi varò a Rochefort il vascello da 64 cannoni Saint Louis. Nel 1727 fece un viaggio per mare da Brest a Tolone a bordo del vascello da 70 cannoni Achille per studiare la pratica della sua arte in condizioni operative, scrisse un diario delle sue esperienze su questo argomento e poi organizzò i cantieri navali di Rochefort e Brest. In quell'anno progettò la fregata Astrée di cui poi curò la costruzione e il varo. Nel 1730 curò il varo a Brest del vascello da 64 cannoni Fleuron. Nel 1734 fu nominato costruttore, nel 1737 fu incaricato dal Ministro della marina Jean-Frédéric Phélypeaux de Maurepas di effettuare un a missione di studio nei cantieri navali di Inghilterra e Paesi Bassi. Riferì alcune interessanti osservazioni sui metodi di costruzione usati nei cantieri navali di quei paesi.
Al suo ritorno a Brest, nel 1740 divenne ingegnere e costruttore dei vascelli del re, curando successivamente il varo del vascello da 64 cannoni Mars, e nel 1741 della fregata Médée. Nel 1743 fu nominato ingegnere capo costruttore navale e direttore generale del porto di Brest dove costruì numerose opere: batterie, fucine, gli scali di alaggio di Pontaniou e ricostruì i magazzini devastati dai grandi incendi del 1742 e 1744. Perfezionò tutti i tipi di costruzioni riguardanti la marina reale, e la sua opinione al riguardo era così autorevole che i vari ministri sotto i quali prestò servizio si impegnarono a consultarlo molto spesso. 
Nel 1743 costruì la nave deposito (flûte) Chameau, e nel 1744 progettò le corvette di classe Palme da 12 cannoni. Si spese a Brest il 20 ottobre 1746.
Aveva disegnato molto e scritto molto; ma l'incendio del magazzino generale del porto di Brest distrusse i suoi modelli e i suoi manoscritti, di cui restano solo poche copie o frammenti. Sposato con Suzanne Canevet era padre di Joseph Louis Ollivier e Louis Ollivier, entrambi costruttori navali.

## Pubblicazioni
- Traité de construction, Editions Omega, Nice, 1992.[N 2][3]

### Annotazioni
1. ↑  Apparteneva a una classe di due navi progettate da Pierre Masson nel 1720 e completate dopo la sua morte rispettivamente da Joseph Ollivier e Julien Geslain (Ardent).
2. ↑  Il manoscritto Traite de construction fu scritto verso il 1736 ee l'originale e conservato presso il Service Historique de la Marine a Vincennes. Esso e composto da più di 1.000 pagine di cui molte mai pubblicate.

### Fonti
1. 1 2 3 4 5 6 7 8 9 10 11 12 13 14  Three Decks.
2. 1 2  Geneanet.
3. 1 2 3 4 5 6 7 8 9 10  Ecole Navale.